# Aufenthaltsraum
Der Aufenthaltsraum ist allgemein betrachtet ein Raum innerhalb von Wohnungen oder Gebäuden, der für einen längeren Aufenthalt von Menschen geeignet ist. Ob ein Raum diese Eignung besitzt, hängt im Wesentlichen mit Anforderungen hinsichtlich der Raumgröße, der Raumhöhe, der Belichtung und der Belüftung zusammen. Um die Sicherheit und Gesundheit von Menschen zu gewährleisten, die in Aufenthaltsräumen arbeiten und/oder leben, werden von den Landesbauordnungen gewisse Mindestanforderungen definiert.

## Definition
Nach der Rechtsprechung sei ein Raum bereits als Aufenthaltsraum anzusehen, wenn dieser objektiv für einen nicht ganz kurzen Aufenthalt, sei es auch nur tagsüber und in der warmen Jahreszeit, geeignet ist.
In § 2 Musterbauordnung (MBO) werden Aufenthaltsräume als Räume definiert, die zum dauernden Aufenthalt von Menschen bestimmt oder geeignet sind. Sie müssen nach § 47 MBO eine lichte Raumhöhe von mindestens 2,50 m haben. Dies gilt nicht für Aufenthaltsräume in Wohngebäuden der Gebäudeklassen 1 und 2 sowie für Aufenthaltsräume im Dachraum. Damit sie ausreichend belüftet und mit Tageslicht belichtet werden können, muss das Rohbaumaß aller Fensteröffnungen eines Raumes nach Bundesland mindestens 1/8 oder 1/10 der Netto-Grundfläche des Raumes einschließlich der Netto-Grundfläche verglaster Vorbauten und Loggien haben.
Zu Aufenthaltsräumen zählen beispielsweise Wohnräume, Schlafräume und Küchen sowie Büro- und Verkaufsräume. Auch Werk- oder Sporträume gehören dazu, wenn sie mehr als nur „selten und kurzzeitig“ genutzt werden. Keine Aufenthaltsräume sind dagegen etwa Lager-, Abstell-, Sanitär- und andere Räume mit Nebenfunktionen sowie Flure und Treppenhäuser.
Mit der Begriffsdefinition „Aufenthaltsraum“ sind weitreichende rechtliche Folgen verknüpft.
Die wichtigste ist sicher die Forderung nach zwei Rettungswegen in jedem Geschoss, in dem sich Aufenthaltsräume befinden, so z. B. in § 17 Abs. 1 Landesbauordnung (BauO) NRW: „Für jede Nutzungseinheit müssen in jedem Geschoss mit einem Aufenthaltsraum zwei Rettungswege vorhanden sein; die Rettungswege dürfen innerhalb eines Geschosses über einen gemeinsamen notwendigen Flur führen.“

### Weitere Regelungen beispielsweise in der Berliner Bauordnung
- nach § 2 Abs. 4 Nr. 1, Abs. 3, S. 2 sind Hochhäuser Gebäude, bei denen der Fußboden mindestens eines Aufenthaltsraumes mehr als 22 m über der festgelegten Geländeoberfläche liegt;
- nach § 33 Abs. 1 muss jede Nutzungseinheit mit Aufenthaltsräumen in jedem Geschoss durch mind. 2 voneinander unabhängige Rettungswege erreichbar sein (notwendige Treppe, eine mit Rettungsgeräten der Feuerwehr erreichbare Stelle)
- nach § 29 Abs. 2 müssen Trennwände zwischen Aufenthaltsräumen und im allg. unbeheizten Räumen wärmedämmend sein, soweit die unbeheizten Räume nicht innerhalb der Wohnung liegen oder zu den Aufenthaltsräumen gehören; auch Wände zwischen Aufenthaltsräumen und Treppenräumen und Durchfahrten müssen wärmedämmend sein
- nach § 28 Abs. 3 können an Dächer, die Aufenthaltsräume abschließen, wegen des Brandschutzes besondere Anforderungen gestellt werden
- nach § 32 Abs. 2 muss von jeder Stelle des Aufenthaltsraumes der Treppenraum mindestens einer notwendigen Treppe oder ein Ausgang ins Freie in höchstens 35 m Entfernung erreichbar sein
- nach § 34 Abs. 6 sollen zur Aufnahme von Rollstühlen bestimmte Aufzüge ... Haltestellen in allen Geschossen mit Aufenthaltsräumen haben
- nach § 39 Abs. 1 dürfen Gebäude mit Aufenthaltsräumen nur errichtet werden, wenn die Versorgung mit Trinkwasser dauernd gesichert ist
- nach § 41 Abs. 4 sollen Kläranlagen, Abwassersammelgruben und Lüftungseinrichtungen von Öffnungen zu Aufenthaltsräumen mindestens 5 m entfernt sein
- nach § 42 Abs. 1 sind Abfallschächte außerhalb von Aufenthaltsräumen anzulegen
- nach § 43 sollen Anlagen für feste Abfallstoffe von Öffnungen von Aufenthaltsräumen mind. 5 m entfernt sein
- nach § 44 Abs. 1 müssen Aufenthaltsräume eine für ihre Benutzung ausreichende Grundfläche und eine lichte Höhe von mind. 2,50 m haben
- nach § 44 Abs. 2 müssen Aufenthaltsräume unmittelbar ins Freie führende und senkrecht stehende Fenster von solcher Zahl und Beschaffenheit haben, dass die Räume ausreichend mit Tageslicht beleuchtet und belüftet werden können
- nach § 46 Abs. 1 sind Aufenthaltsräume in KG zulässig, wenn das Gelände, das an ihre Außenwände mit notwendigen Fenstern anschließt, in einer für die Beleuchtung mit Tageslicht ausreichenden Entfernung und Breite vor den notwendigen Fenstern nicht mehr als 0,5 m über dem Fußboden der Aufenthaltsräume liegt
- nach § 46 Abs. 4 müssen Aufenthaltsräume im Dachraum eine lichte Raumhöhe von mind. 2,30 m über mind. 50 % der Grundfläche haben
- nach § 56 Abs. 1 gehört ein Gebäude zu den genehmigungsfreien Vorhaben, wenn es keine Aufenthaltsräume ... hat (und BRI < 30 m³)

Wichtig: der § 44 unterscheidet auch nach „nicht dem Wohnen dienenden Aufenthaltsräumen“.

## Bauplanungsrecht
Der Begriff „Aufenthaltsraum“ wird außerdem auch im Bauplanungsrecht verwendet, wo sich in § 20 und § 21 Baunutzungsverordnung dazu Regelungen finden.